# 細川満之
細川 満之（ほそかわ みつゆき）は、南北朝時代から室町時代前期にかけての武将・守護大名。伊勢国・備中国守護。細川備中守護家初代当主。

## 略歴
細川頼春の子として誕生。
生年は享年から逆算すると正平7年/文和元年（1352年）であり、元服時に3代将軍（正平22年/貞治6年（1367年）から就任）の足利義満から偏諱（「満」の字）を受けていることから考慮しても矛盾はない。尚、1352年という年は父の頼春が討死した年でもある（従って生誕月日によっては頼春の死後に生まれた可能性もある）。
義満の将軍就任の前年に兄・頼之が管領に任じられて幕政に携わるようになると、頼有らと共に領国である四国の経営を任される。元中9年/明徳3年（1392年）頃に備中守護代として備中に入部した。翌明徳4年（1393年）には備中守護となり、以後満之の家系が守護職を世襲したことで、後に備中守護家と称される。

## 系譜
- 父：細川頼春（1299/1304-1352）
- 母：不詳
- 妻：不詳
- 生母不明の子女
  - 男子：細川頼重(1384-1442)
  - 男子：細川満久（1386-1430） - 細川義之（細川阿波守護家）の養子
  - 男子：細川基之 (1390-1448)- 頼之の養子、和泉下守護家の祖で頼久の父